# Parc de Santa Margarida

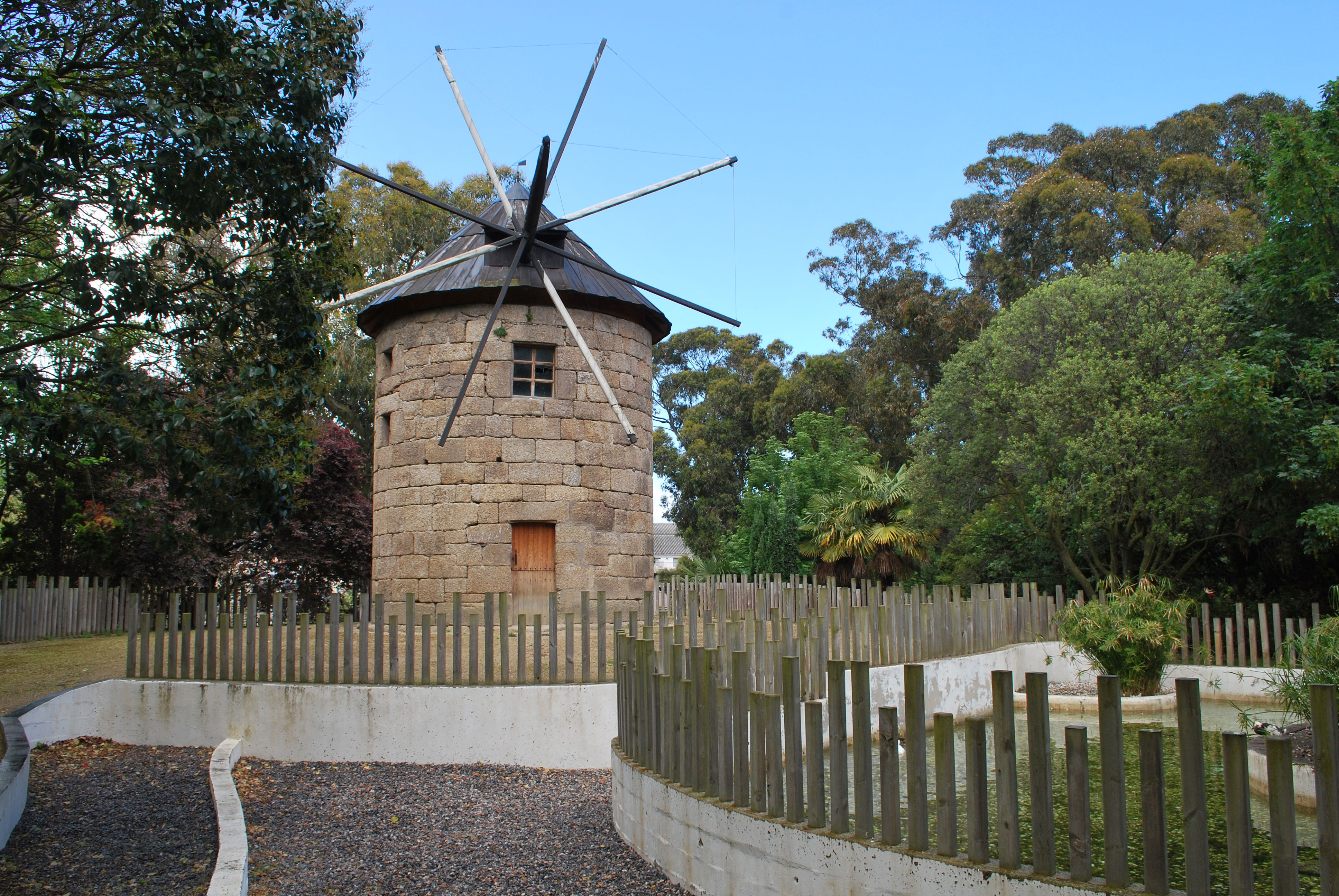
Molí de vent del

El parc de Santa Margarida (en gallec: parque de Santa Margarida) és un lloc d'oci, natura, saber i cultura, situat al centre de la ciutat de la Corunya, sobre un turó ple d'arbres. És visible des de bona part de la ciutat i n'és el parc més gran, amb una superfície de 51.723 m².
En aquest, hi ha institucions culturals com el palau de l'Òpera o la casa de les Ciències. Es tracta d'un parc que ha tingut diferents usos amb el pas del temps. En aquest, va haver-hi molins de vent que avui són peces de museu.
Antigament el parc portava el nom de Joaquín Costa.

## Galeria d'imatges

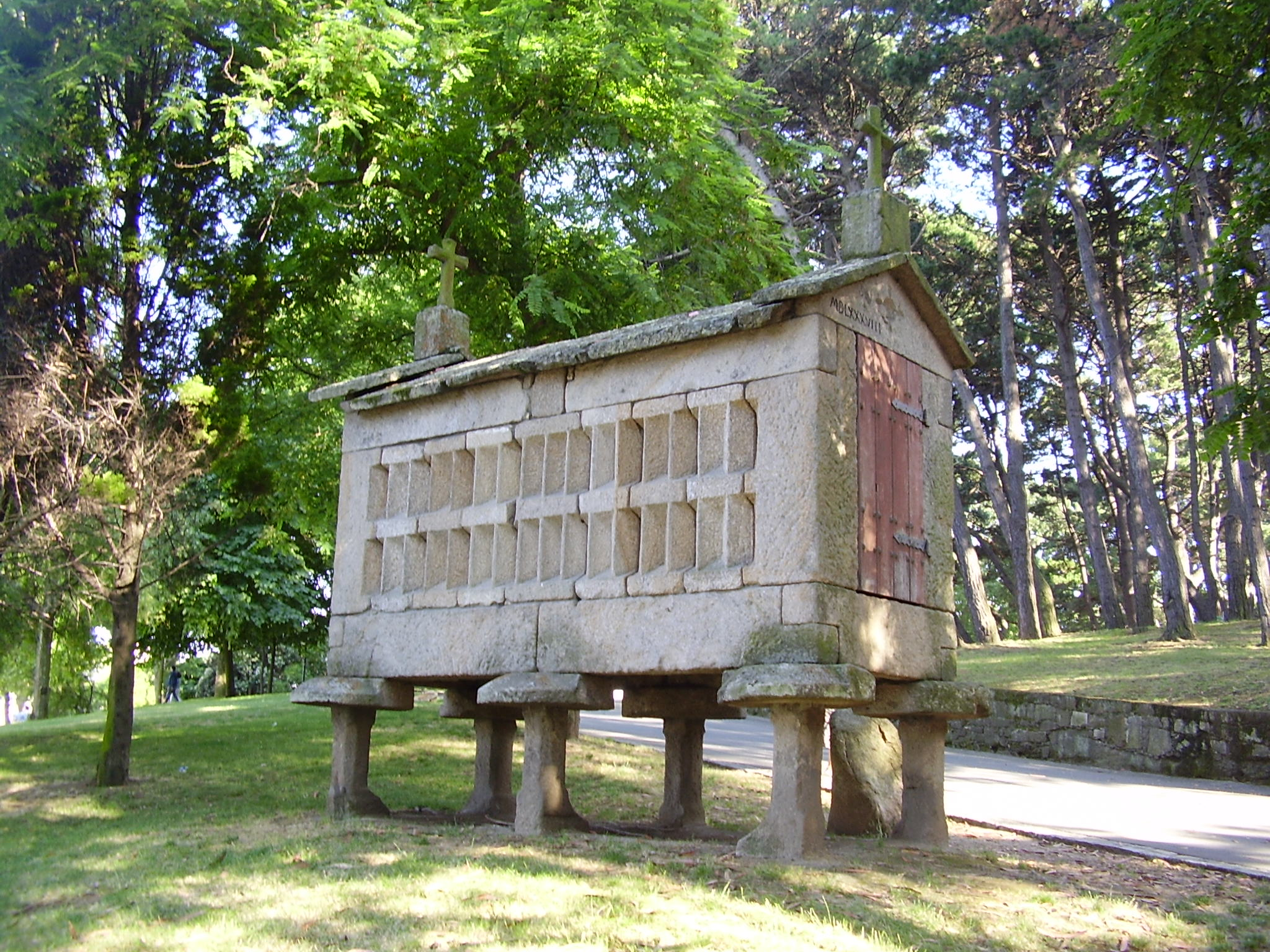
Sitja del segle XVI
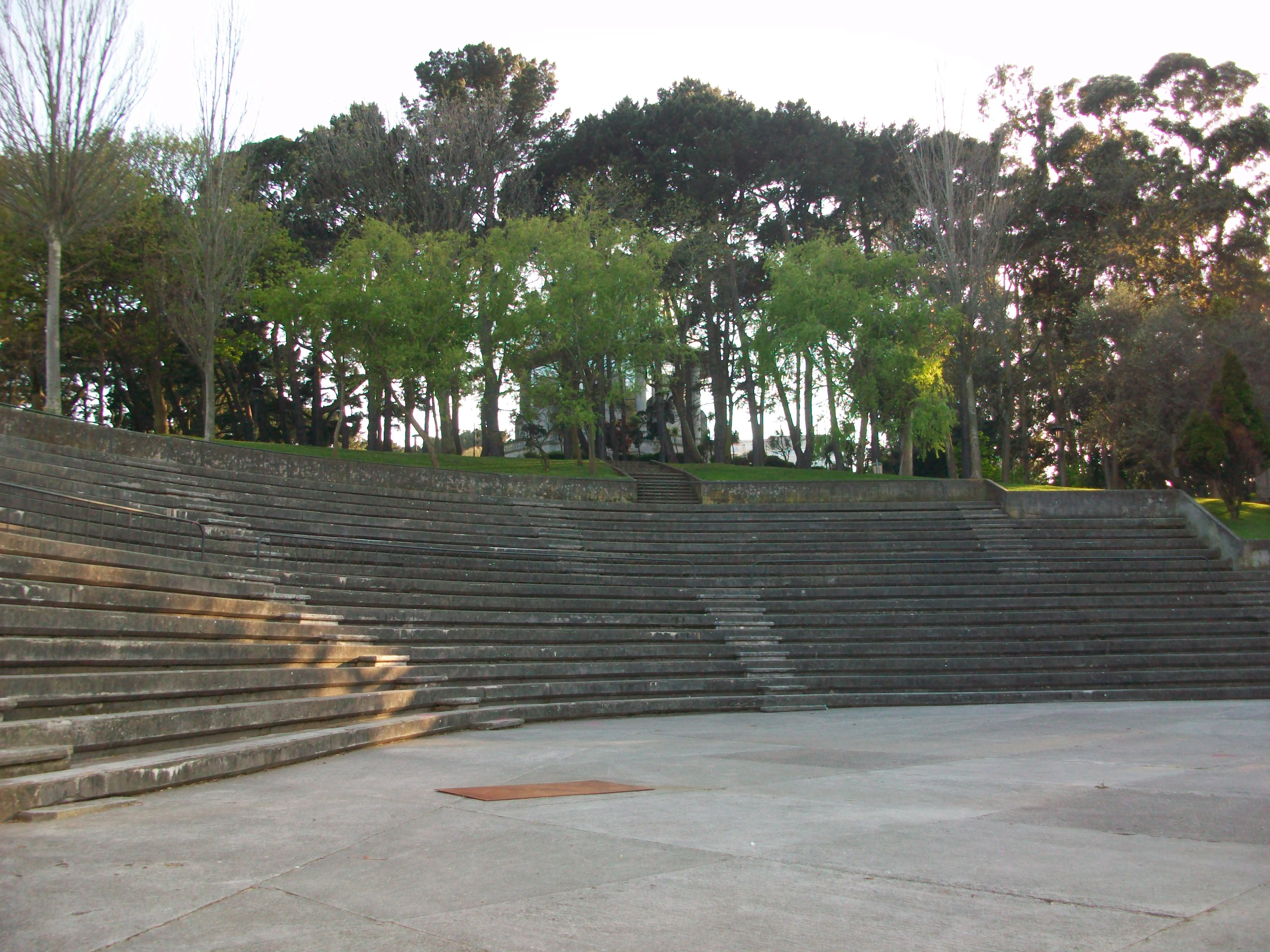
Amfiteatre
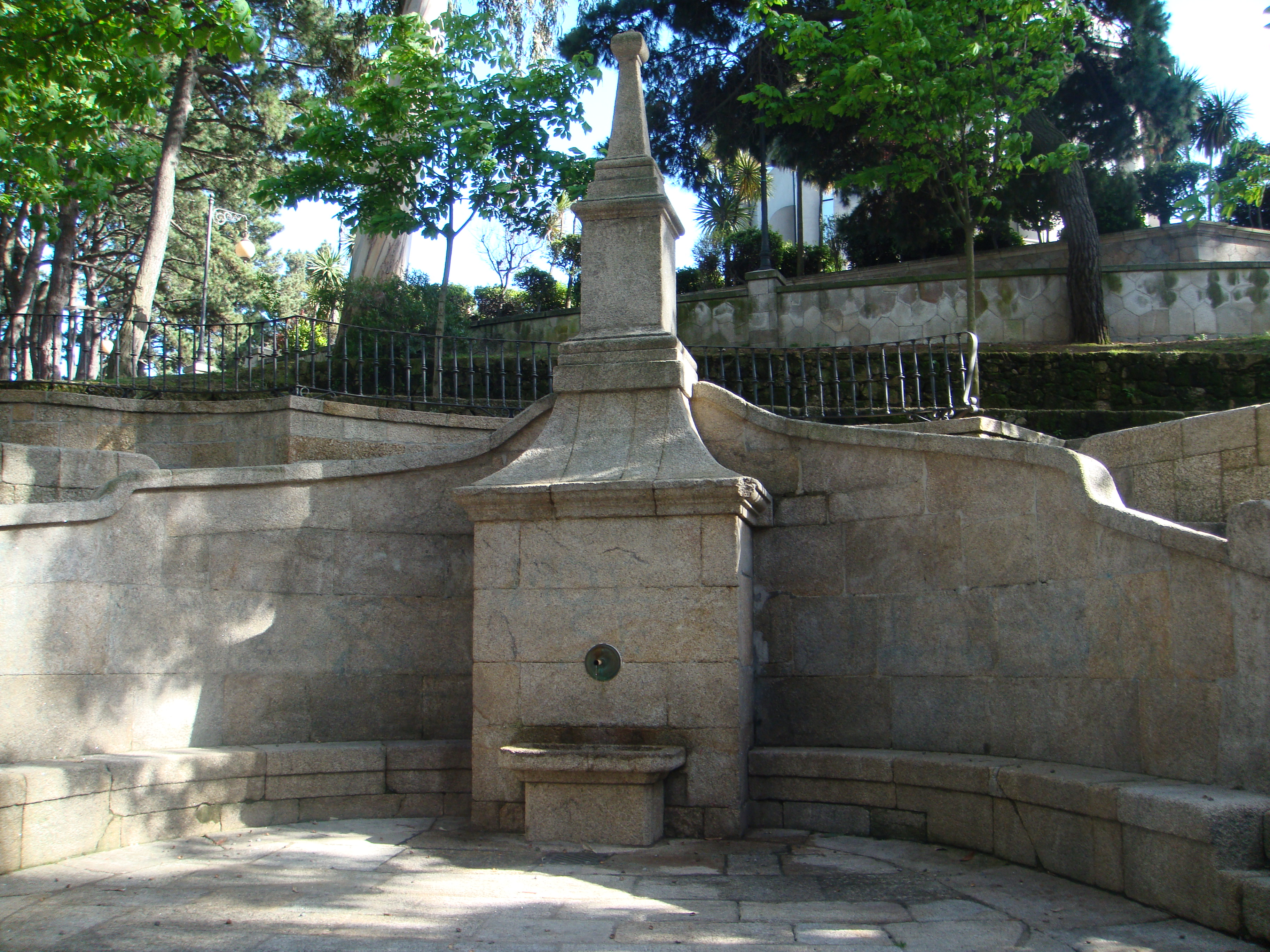
Font
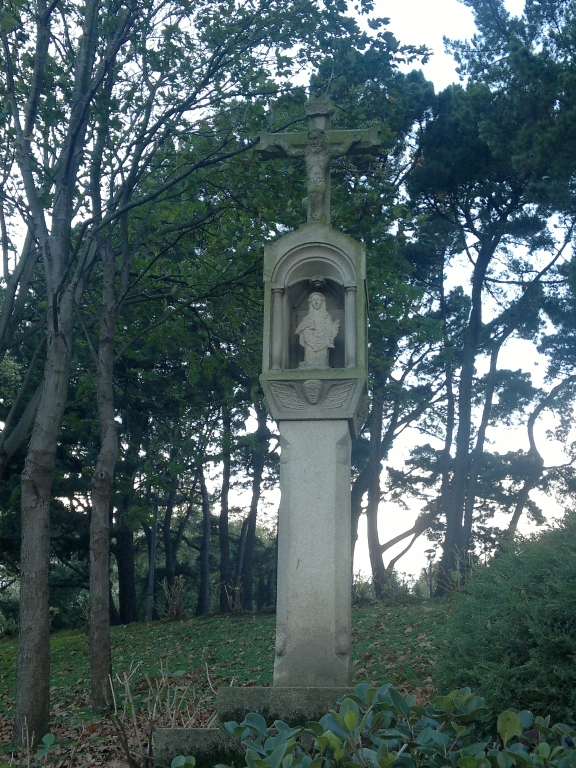
Cruceiro de Capela
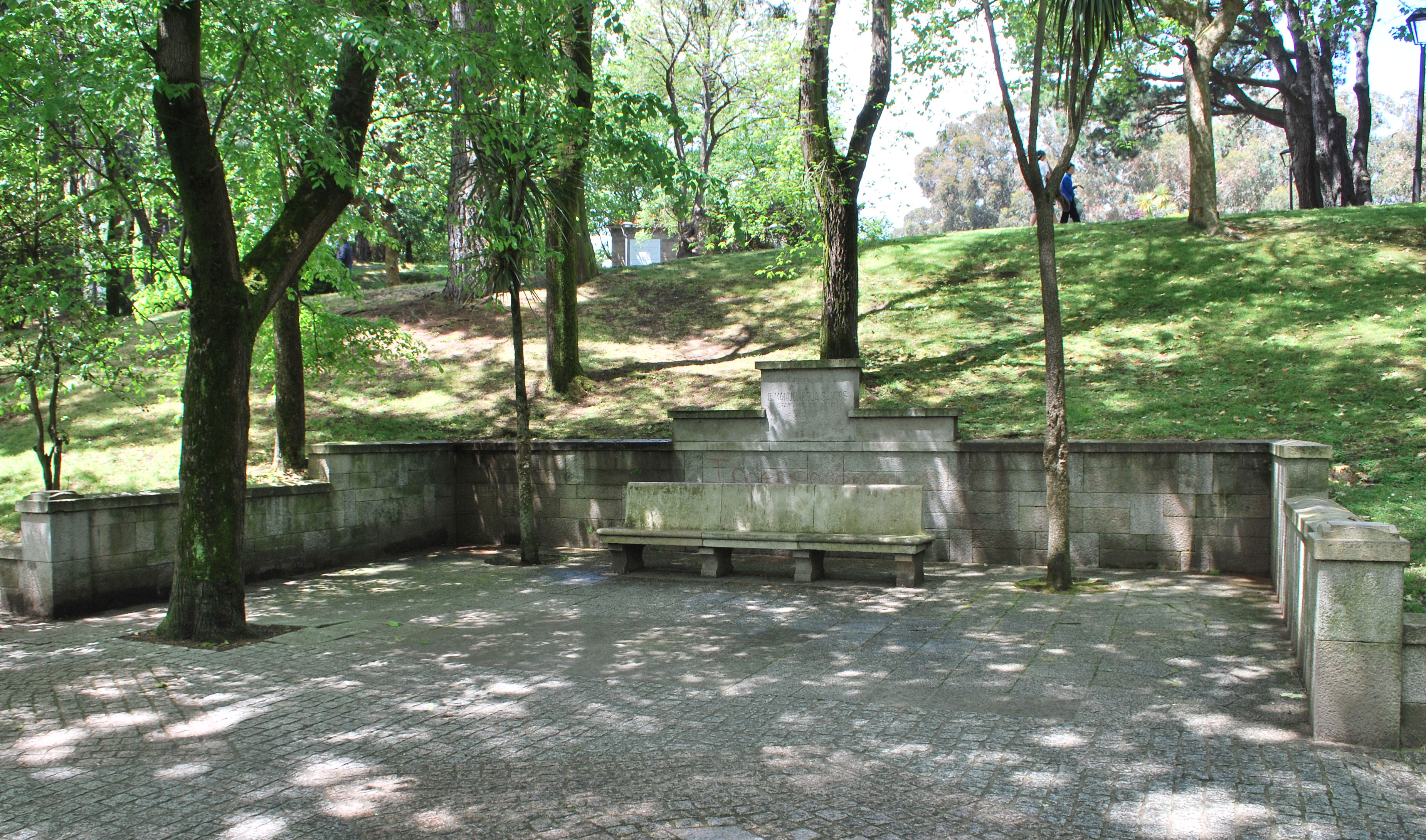
Homenatge a Manuel Insua Santos
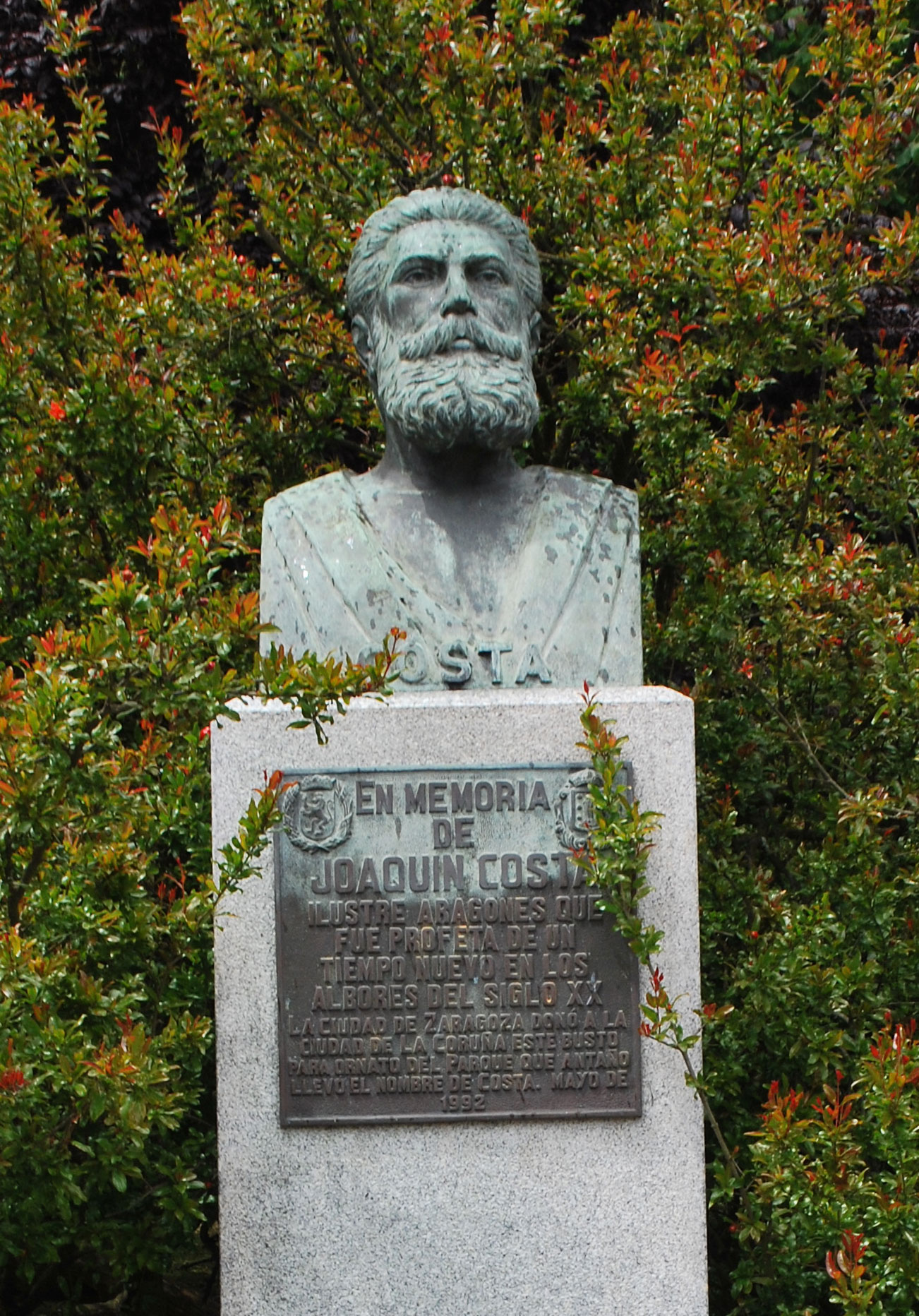
Bust de Joaquín Costa
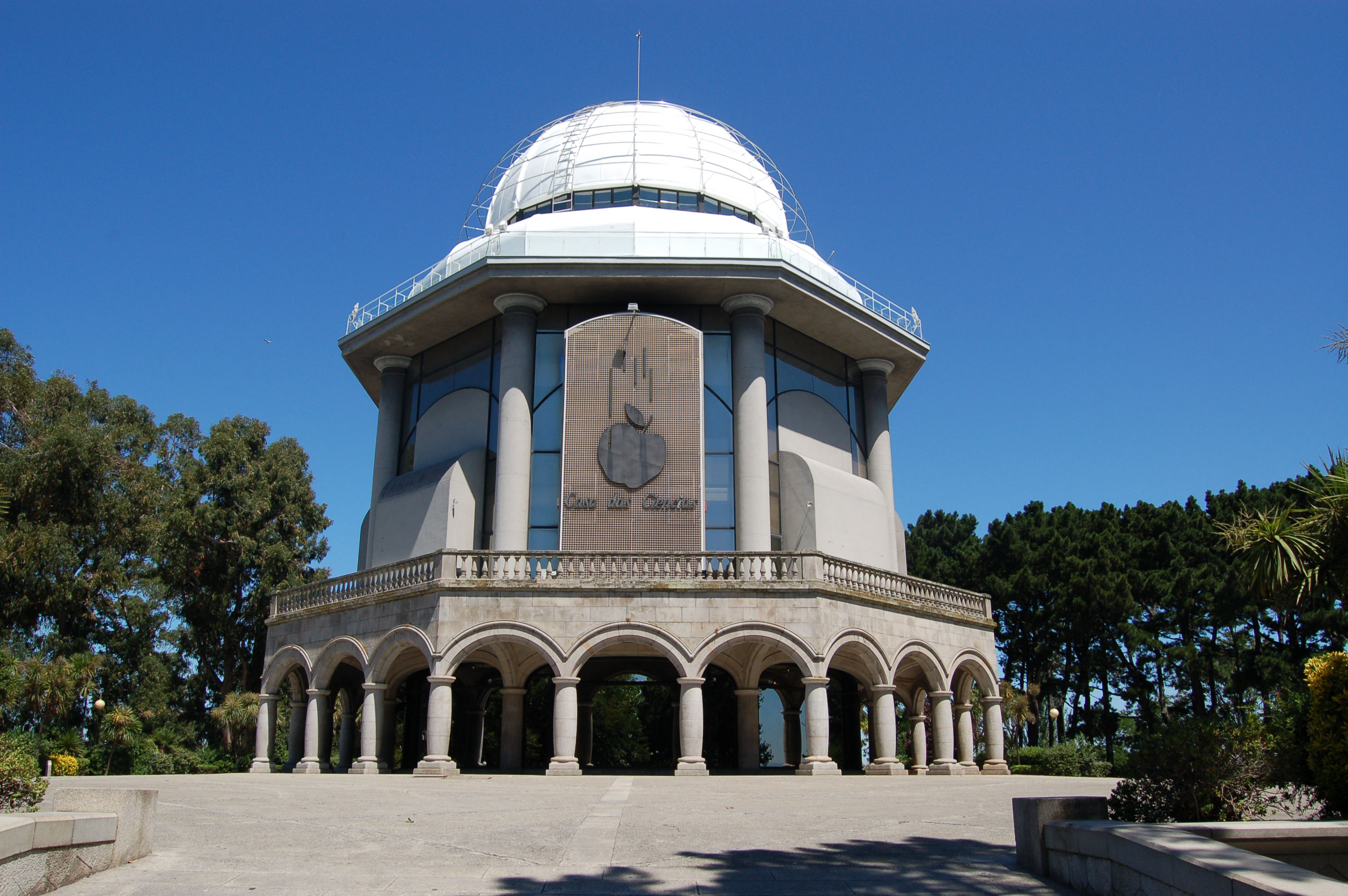
Casa de les Ciències